# Вобо (Монтана)
Вобо (енгл. Wibaux) град је у америчкој савезној држави Монтана.

## Демографија
По попису из 2010. године број становника је 589, што је 22 (3,9%) становника више него 2000. године.
| Група             | 2000.       | 2010.       |
| Белци             | 553 (97,5%) | 565 (95,9%) |
| Афроамериканци    | 2 (0,4%)    | 0 (0,0%)    |
| Азијати           | 0 (0,0%)    | 4 (0,7%)    |
| Хиспаноамериканци | 4 (0,7%)    | 10 (1,7%)   |
| Укупно            | 567         | 589         |